# Anne Amieux
Pour les articles homonymes, voir Amieux.
Anne Amieux, née le 18 juin 1871 à Lyon et morte le 25 septembre 1961 aux Bréviaires, est une professeure de sciences française. Elle est directrice de École normale supérieure de jeunes filles de Sèvres de 1919 à 1936.

## Biographie
Anne Amieux est élève au lycée de jeunes filles de Lyon, puis à l'École normale supérieure de jeunes filles de Sèvres de 1889 à 1892. Elle est reçue 2e à l'agrégation de sciences en 1892. Elle est professeure au lycée de jeunes filles de Tournon (1892-1898), puis à Paris, aux lycées Lamartine et Victor Hugo (1898-1905). Elle bénéficie en 1905-1906 de la bourse de voyage « Autour du monde » offerte par le philanthrope Albert Kahn via l'université de Paris, en même temps que Pierrette Sapy. Elle visite ainsi les États-Unis, le Canada, la Suède, la Norvège, le Danemark, les Pays-Bas, la Belgique, l'Allemagne et la Suisse.
Elle reprend ses fonctions au lycée Victor-Hugo (1906-1913), avant de devenir directrice-fondatrice du lycée de jeunes filles Jules-Ferry à Paris, de son ouverture en 1913 à 1919. Elle est directrice de l'École normale supérieure de jeunes filles de Sèvres, de 1919 à 1936.
Elle a longtemps travaillé sur l'enseignement et la condition féminine. Elle est membre de l'Association française des femmes diplômées des universités.
Elle prend sa retraite en 1936, à Paris, puis à Matz-les-Bréviaires.

## Hommages et distinctions
- Officier de la Légion d'honneur.
- Officier de l'Instruction publique.
- Une rue de Sèvres porte son nom.

## Publications
- L’enseignement des leçons de choses dans les classes primaires des lycées et dans les écoles primaires de filles, 1911.
- Rapports (Vol. V) : L’enseignement des jeunes filles, sous la direction de A. Amieux, Commission internationale de l'enseignement mathématique - Sous-commission française. 1911.